# Hippolyte Durand
Pour les articles homonymes, voir Durand (nom de famille).
Hippolyte Louis Durand est un architecte français né à Paris le 11 juillet 1801 et décédé à Tarbes le 8 janvier 1882.

## Biographie
Il est l'élève de Lebas et Vaudoyer. Après avoir participé quatre fois au concours du prix de Rome. Il demande en 1830 à pouvoir résider à l'Académie de France à Rome pendant trois ans. La demande transmise par le ministre de l'Intérieur à l'Académie des beaux-arts pour avis est refusée.
Il se spécialisa dans l'architecture médiévale et ainsi travailla-t-il, entre autres, à la restauration de la basilique Saint-Remi de Reims dont il publie une monographie au salon de 1837, de la basilique Notre-Dame de l'Épine, en 1838, et de l'église Saint-Menoux, en 1841.
Il est l'architecte des anciens abattoirs municipaux de la ville de Reims.
En 1842, il se porte candidat, sans succès, à un poste d'inspecteur sur le chantier de Notre-Dame de Paris. Membre correspondant du comité des arts et monuments du ministère de l'Instruction Publique, il va travailler sur des projets de types d'édifices en fonction de l'importance de la commune. Il présente ses études au salon de 1845. Il publie des considérations pour montrer la supériorité de l'art médiéval sur l'art antique pour les monuments religieux.
En 1848, il est l'architecte du diocèse de Bayonne, chargé de la cathédrale, de l'évêché et du séminaire, mais à la suite d'un différend avec l'évêque du lieu, il démissionna et se retrouva architecte des diocèses d'Auch et Tarbes.
Alexandre Dumas, enrichi grâce au succès des Trois Mousquetaires, le choisit en 1844 comme architecte pour l'édification de la demeure de ses rêves, le château de Monte-Cristo au Port-Marly (Yvelines). Il est inauguré en 1847.
Parmi ses réalisations, on peut noter le début de la construction de la villa Eugénie à Biarritz. Mais cette réalisation l'éloignant de la surveillance des chantiers dont il avait la charge dans le Gers et les Hautes-Pyrénées, de nombreuses critiques sont adressées par les autorités. Il est relevé du chantier de la villa Eugénie à la fin de 1855. On lui doit la construction de l'église Saint-André de Bayonne.
Il a travaillé aussi à la construction ou à la rénovation de nombreuses églises dans les diocèses du Gers, comme Notre-Dame de Plaisance, des Landes et des Hautes-Pyrénées. Il fait plusieurs projets de restauration de la cathédrale de Tarbes entre 1850 et 1866.
On lui doit la réalisation de la basilique de l'Immaculée-Conception de Lourdes, achevée en 1872, le grand séminaire de Tarbes inauguré en septembre 1869, la chapelle du petit séminaire de Saint-Pé-de-Bigorre.

## Distinction
- Chevalier de la Légion d'honneur (9 août 1870)[6]